# 玻利瓦爾革命
玻利瓦爾革命（西班牙語：Revolución Bolivariana）是委內瑞拉的一个大型社會運動，主要的領導者是烏戈·查維茲，他同時也是第五共和運動的創建者以及前任的委內瑞拉總統。這項社會運動的目的是要在委內瑞拉實行玻利瓦爾主義，此種政治思想可追溯至南美洲革命家西蒙·玻利瓦爾在19世紀時所提倡的一類民主社會主義形式。

## 对其他国家的影响
玻利瓦尔主义在经历了政党危机的玻利维亚和厄瓜多尔得到了效仿。.根据2017年的一项研究，玻利瓦尔主义未能在拉丁美洲和加勒比地区进一步传播，“在那些政党和民主机构仍然运作，并且由于残酷的专制经历，左翼和公民社会重视民主、多元化和自由权利的国家”。 该研究还发现，“对玻利瓦尔主义的恐惧也导致了洪都拉斯推翻塞拉亚总统的政变”。西班牙政党“我们能”党采纳了玻利瓦尔主义的一些思想。

## 影响

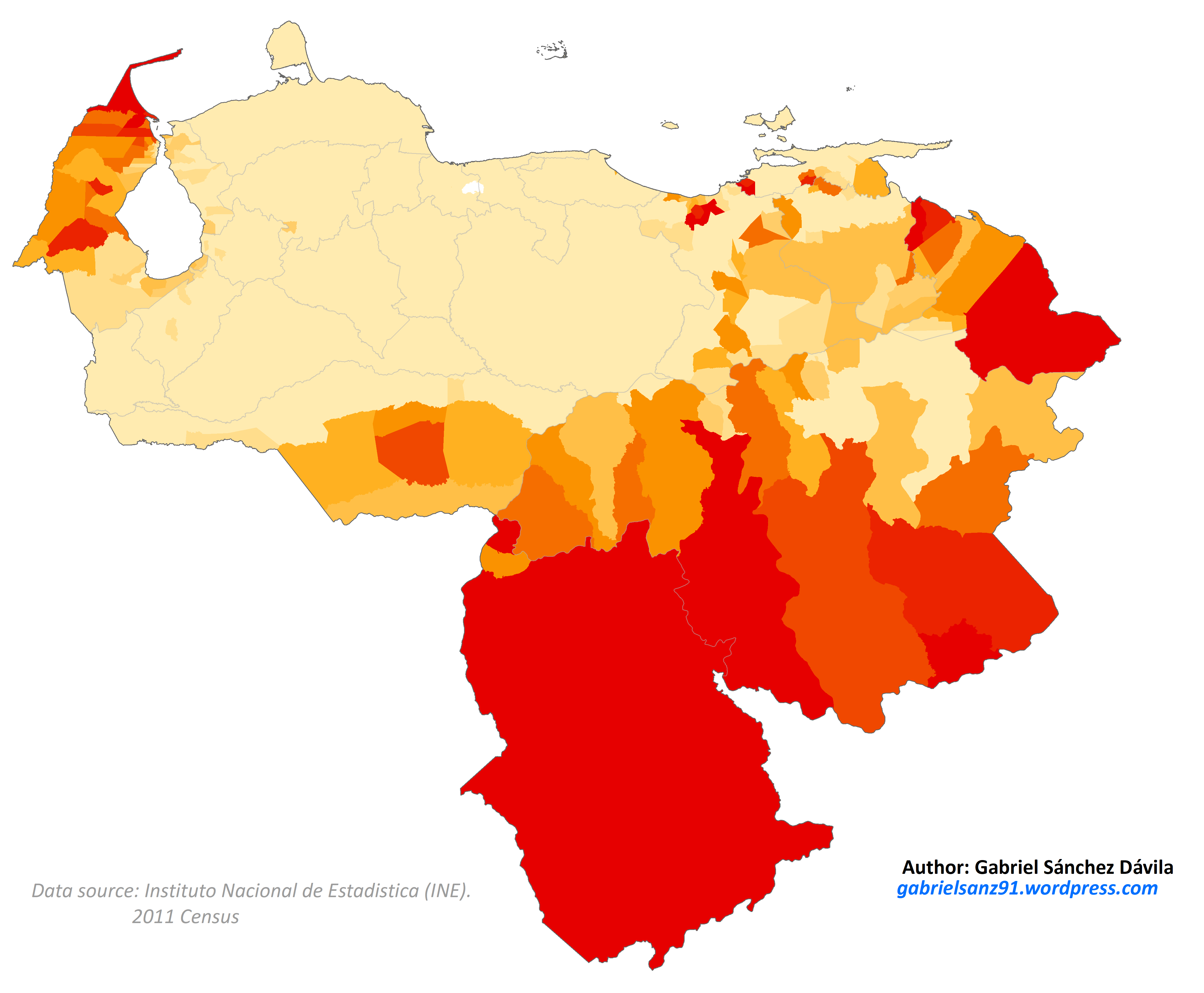
由于长期的右翼统治，委内瑞拉安第斯山区（梅里达山脉）的土著比例远低于其他国家的安第斯山区，仅佩里哈山脉仍是土著文化的强势区

1999年前，委内瑞拉的土著权益政策远远落后于其他拉美国家，1961年宪法甚至比1947年宪法更加残害土著权益。1999年玻利瓦尔革命时委内瑞拉已成为南美土著比例最低国家之一，梅里达山脉则属于委内瑞拉最“白”的地区之一，土著几乎灭绝殆尽。不过，委内瑞拉的玻利瓦尔政府仍然成功寻访识别出了大量土著民族。今天，苏克雷市首府拉古尼亚斯城Timoto–Cuica两族下的Guazábara, Quinanoque, Orkas, Mucumbu, Casés与Quinaores之部落正积极发展自己的文化。

## 外部連結
- （西班牙文） Gobierno en Línea: Misiones — Official government website detailing the Bolivarian Missions.
- （西班牙文） Misión Barrio Adentro （页面存档备份，存于） — Official government Mission Barrio Adentro web portal.
- （西班牙文） Instituto Nacional de Estadística （页面存档备份，存于） — Venezuela's National Institute of Statistics; has web several portals for accessing demographic and economic data related to the impact of Bolivarian Missions.
- （西班牙文） Barrio Adentro — Official government dossier on Barrio Adentro (in Spanish)
- （西班牙文） Aló Presidente 225 — Video of a July 2005 episode of Hugo Chávez's talkshow Aló Presidente that features an eight hour tour of a new Barrio Adentro II CDI (Centros de Diagnóstico Integral) in Maturín, Monagas state, Venezuela.
- （西班牙文） Programa Nro. 225 - Aló Presidente （页面存档备份，存于） — Transcript of Aló Presidente 225.
- Venezuela's Cooperative Revolution （页面存档备份，存于） from Dollars & Sense magazine